# نجيب الإمام

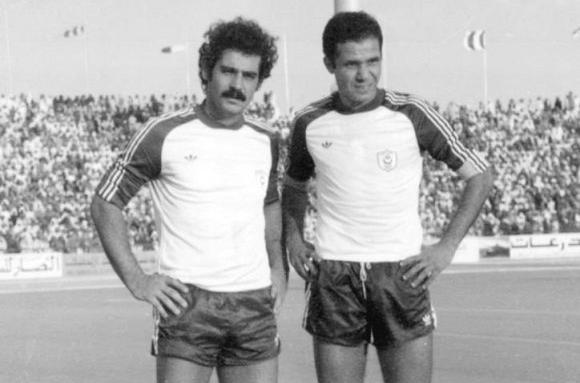
نجيب الامام في يسار الصورة مع الاعب ريفيلينو في عام 1979

نجيب ليمام (12 يونيو 1953-)، هو لاعب دولي تونسي سابق. لعب ليمام الذي كان يشغل مهاجم، لصالح الملعب التونسي والهلال السعودي الذي إنضم إليه أواخر السبعينات الميلادية واعتزل فيه بعد أن حقق معه عدة ألقاب. كان عام 1978 ضمن مجموعة المنتخب التونسي التي تألقت في مونديال الأرجنتين لكن دون اللعب. عمل بعد اعتزاله ضمن إدارة فريق الملعب التونسي كما عمل كمحلل رياضي في عدد من القنوات منها الرياضية السعودية
وآرت سبورت. برز أيضا في عائلته شقيقه الصغير جمال الذي لعب لصالح الملعب التونسي والنادي الإفريقي والمنتخب الوطني.
يعمل حالياً محللاً فنياً في قناة الجزيرة الرياضية

## روابط خارجية
- نجيب الإمام على موقع الاتحاد الدولي (مؤرشف)  (الإنجليزية)
- نجيب الإمام على موقع ناشيونال فوتبول تيمز (الإنجليزية)
- نجيب الإمام على موقع عالم كرة القدم.نت (الإنجليزية)